# 秋草篤二
秋草 篤二（あきくさ とくじ、1909年7月7日 - 2001年11月22日）は、日本の実業家。

## 経歴
群馬県出身。旧制太田中学校（のちの群馬県立太田高等学校）を経て、1934年に東京商科大学（現一橋大学）を卒業。卒業後、日本無線電信に入る。AT&T留学、電気通信省経理局会計課長、日本電信電話公社発足とともに同社理事（経理局長）としてうつり、同社副総裁などを経て、1977年に第4代日本電信電話公社総裁に就任。一部では手法が独裁的であったとの評価もあるが、在任中は、「改良第6次5ヵ年計画」を実施。加入電話の積滞解消や全国自動即時化、自動車電話サービス（現在は、NTTドコモが継承）開始などサービス向上に努めた。1983年11月に勲一等瑞宝章を受章。富士通株式会社元社長・秋草直之の実父。